# Reviczky Imre

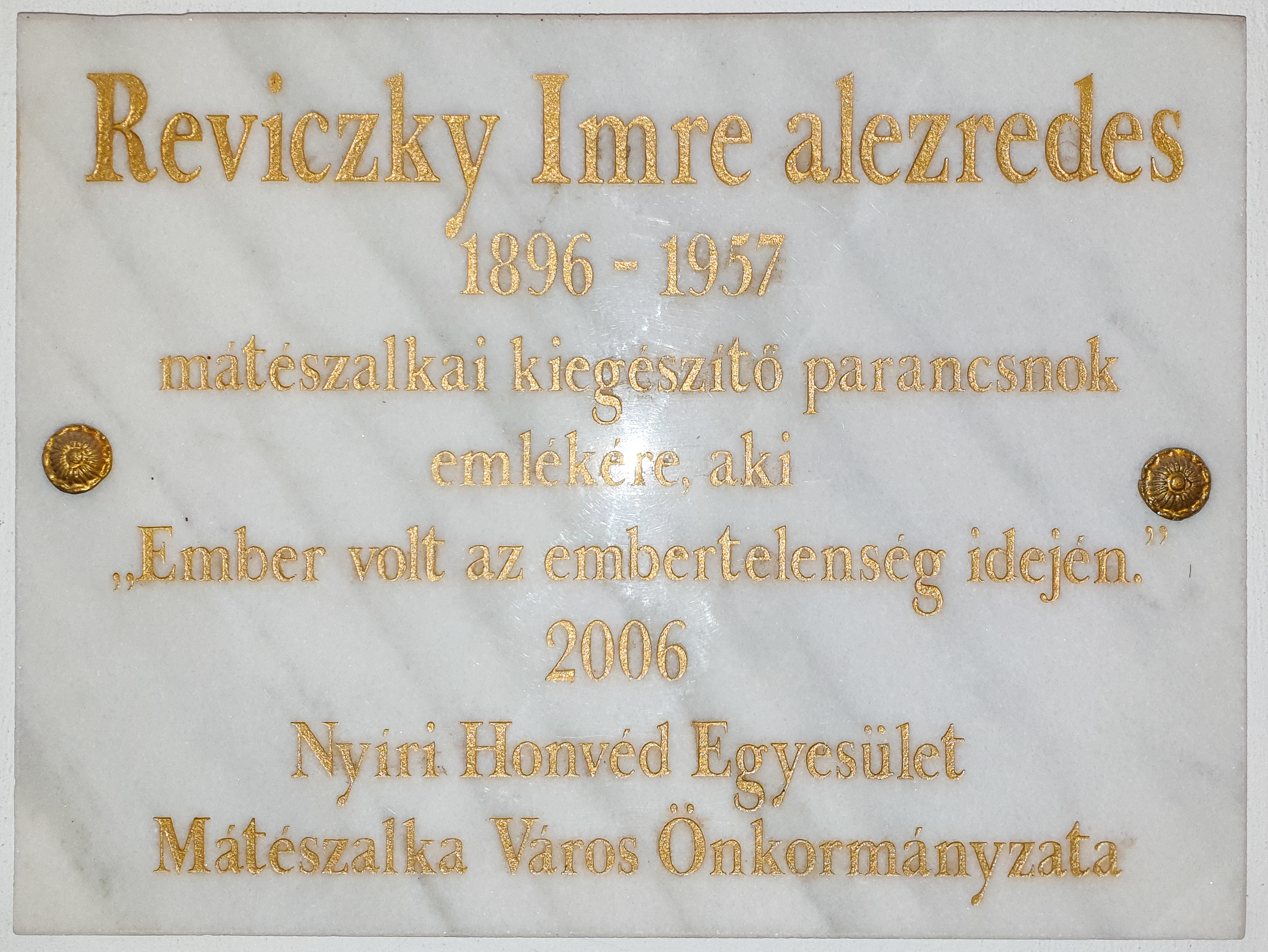
Emléktáblája a mátészalkai Szatmári Múzeumban

Reviczky Imre (Bánóc, 1896. november 4. – Budapest, 1957. február 16.) alezredes, zászlóaljparancsnok, Világ Igaza.

## Élete
Felvidéki nemesi családból származott. A nagyváradi Honvéd és Hadapród Iskola elvégzése után bátyjaihoz hasonlóan az első világháború harcterein szolgált.
1942 áprilisában alezredes, a keleti fronton zászlóaljparancsnok, majd rövidesen visszarendelték a pótkeret állományához. Nyíregyházán, majd Nagybányán szolgált, ott a X. közmunkaszolgálatos zászlóalj parancsnoka lett. 
Közel negyvenezer román és zsidó munkaszolgálatos tartozott parancsnoksága alá. Javított a munkaszolgálatosok ellátásán, megtiltotta a bántalmazást, 1944-ben elősegítette a román századok szökését. Több ezer zsidót hívott be 1944-ben munkaszolgálatra, 18 éven aluliakat és 48 éven felülieket is, megmentve ezáltal őket a deportálástól. A nyilasok letartóztatták, a sopronkőhidai fegyházba zárták. 
1945 után ezredessé léptették elő. 1950. február 1-jén elbocsátották a hadseregből, 1952-ben megfosztották nyugdíjától. 75%-os hadirokkant létére Budapesten egy TÜKER-pincében szénlapátolással kereste kenyerét. Rehabilitálásának szükségességét a romániai Előre követelésére az Esti Budapest vetette föl 1956-ban. Ennek nyomán – alig néhány nappal a magyar forradalom kitörése előtt – a kormányszervek elismerték hősiességét, és visszaadták 1950-ben megvont nyugdíját. Ez már elég későn következett be, mivel 1957 elején meghalt. Sírjánál a római katolikus egyházi szertartás és katonai tiszteletadás mellett rabbi is búcsúztatta, az igazi elismerést azonban csak halála után kapta. 1965-ben a Jad Vasem posztumusz Világ Igaza kitüntetésben részesítette.

## Emlékezete
- Magyarországon és Izraelben utcákat neveztek el róla
- A jeruzsálemi Jad Vasem kertjében nevét viselő fát ültettek a tiszteletére
- 1981-ben emléktáblát helyeztek el utolsó lakhelyén, a Budapest, II. kerület, Mandula utca 25. sz. alatti ház falán (Herczeg Klára szobrászművész alkotása)[4]
- 2004-ben Nagybányán emléktáblát helyeztek el a háború időszakában munkaszolgálatosok által épített veresvízi templom falán
- 2018. augusztus 1-én Óbuda Önkormányzata emlékkövet állított emlékére